# Agim Fagu
Agim Fagu (ur. 16 września 1947 w Tiranie) – albański koszykarz, polityk Socjalistycznej Partii Albanii, ambasador Albanii w Wielkiej Brytanii w latach 1998–2005, prezydent Narodowego Komitetu Olimpijskiego Albanii w latach 2009–2013.

## Życiorys
Koszykówkę aktywnie uprawiał w latach 60. i 70. XX wieku i występował w klubowych barwach BC Partizani Tirana. W grudniu 1968 roku w Tiranie, w zremisowanym 73–73 meczu przeciwko Pallacanestro Cantù, zdobył 48 punktów (mimo że nie było wówczas rzutów za 3 punkty). Otrzymał za to medal Międzynarodowej Federacji Koszykówki. Był również zawodnikiem reprezentacji kraju, w której rozegrał kilkadziesiąt spotkań międzynarodowych – w mistrzostwach bałkańskich oraz w turniejach kwalifikacyjnych do mistrzostw Europy i letnich igrzysk olimpijskich. 
Członek Socjalistycznej Partii Albanii. W 1996 w wyborach lokalnych kandydował na stanowisko burmistrza Tirany, ale nie odniósł sukcesu. W 1998 roku został mianowany ambasadorem Albanii w Wielkiej Brytanii i w Londynie pracował na tym stanowisku do 2005 roku. W tym czasie odegrał istotną rolę w poprawie stosunków dyplomatycznych między Albanią a Wielką Brytanią i poczynił kroki w kierunku uproszczenia obowiązujących procedur wizowych.
W lipcu 2009 roku został wybrany prezydentem Narodowego Komitetu Olimpijskiego Albanii. Sprawował ten urząd do 2013 roku, kiedy zastąpił go Viron Bezhani.

## Nagrody i wyróżnienia
W 2011 otrzymał medal za wybitne zasługi dla albańskiego sportu. W 2014 roku został wybrany najlepszym albańskim sportowcem wszech czasów na gali zorganizowanej przez TeleSport i Sport plus.